# Battaglia del Mar d'Azov
La battaglia del Mar d'Azov venne combattuta tra il 26 settembre e il 7 ottobre 1941 nell'Ucraina sud-orientale, lungo la riva settentrionale del Mar d'Azov, nell'ambito dei più vasti eventi dell'operazione Barbarossa sul fronte orientale della seconda guerra mondiale: le forze del Fronte Meridionale dell'Armata Rossa sovietica, al comando del generale Dmitry Ryabyshev, lanciarono una massiccia offensiva contro le posizioni delle truppe dell'Asse, tenute dalla 3ª Armata romena del generale Petre Dumitrescu, nel tentativo di ostacolare l'attacco dell'11ª Armata tedesca del generale Erich von Manstein alle difese della Crimea più a ovest.
Dopo un iniziale successo i sovietici furono bloccati dal contrattacco delle truppe di von Manstein, mentre da nord reparti del 1. Panzergruppe del generale Paul Ludwig Ewald von Kleist attaccarono sul fianco le unità di Ryabyshev: due intere armate sovietiche, la 9ª del generale Yakov Cherevichenko e la 18ª del generale Andrei Smirnov, finirono accerchiate in una sacca lungo le rive del Mar d'Azov, finendo completamente annientate.

## Antefatti
Dopo la vittoriosa conclusione della battaglia di Uman' tra il 15 luglio e l'8 agosto 1941, il Gruppo d'armate Sud tedesco del feldmaresciallo Gerd von Rundstedt fu incaricato di portare avanti una serie di operazioni in profondità in Ucraina contro le unità sovietiche del Fronte Meridionale del generale Ivan Vladimirovič Tjulenev: mentre il corpo centrale del Gruppo d'armate (con il 1. Panzergruppe e la 6ª e 17ª Armata) veniva impegnato in una grande battaglia di accerchiamento nei dintorni di Kiev, von Rundstedt ricevette l'ordine dall'alto comando tedesco di inviare truppe alla conquista della penisola di Crimea, strategicamente importante visto che dai suoi aeroporti i bombardieri sovietici potevano prendere di mira i campi petroliferi di Ploiești in Romania, vitali per lo sforzo bellico della Germania.
L'incarico fu affidato all'11ª Armata tedesca del generale Eugen Ritter von Schobert, che fin dall'inizio dell'attacco tedesco all'URSS si era lentamente aperta la strada nell'Ucraina sud-occidentale partendo dal confine russo-romeno (operazione München); lasciata la 4ª Armata romena ad assediare Odessa, von Schobert portò avanti la 3ª Armata romena del generale Petre Dumitrescu unitamente alla sua 11ª Armata tentando di portare a termine le due missioni a lui affidate da von Rundstedt: sfondare le difese sovietiche sull'istmo di Perekop e invadere la Crimea, e coprire il fianco meridionale del Gruppo d'armate lungo la costa del Mar d'Azov muovendo verso Melitopol' a partire dalle teste di ponte stabilite sul fiume Dnepr.

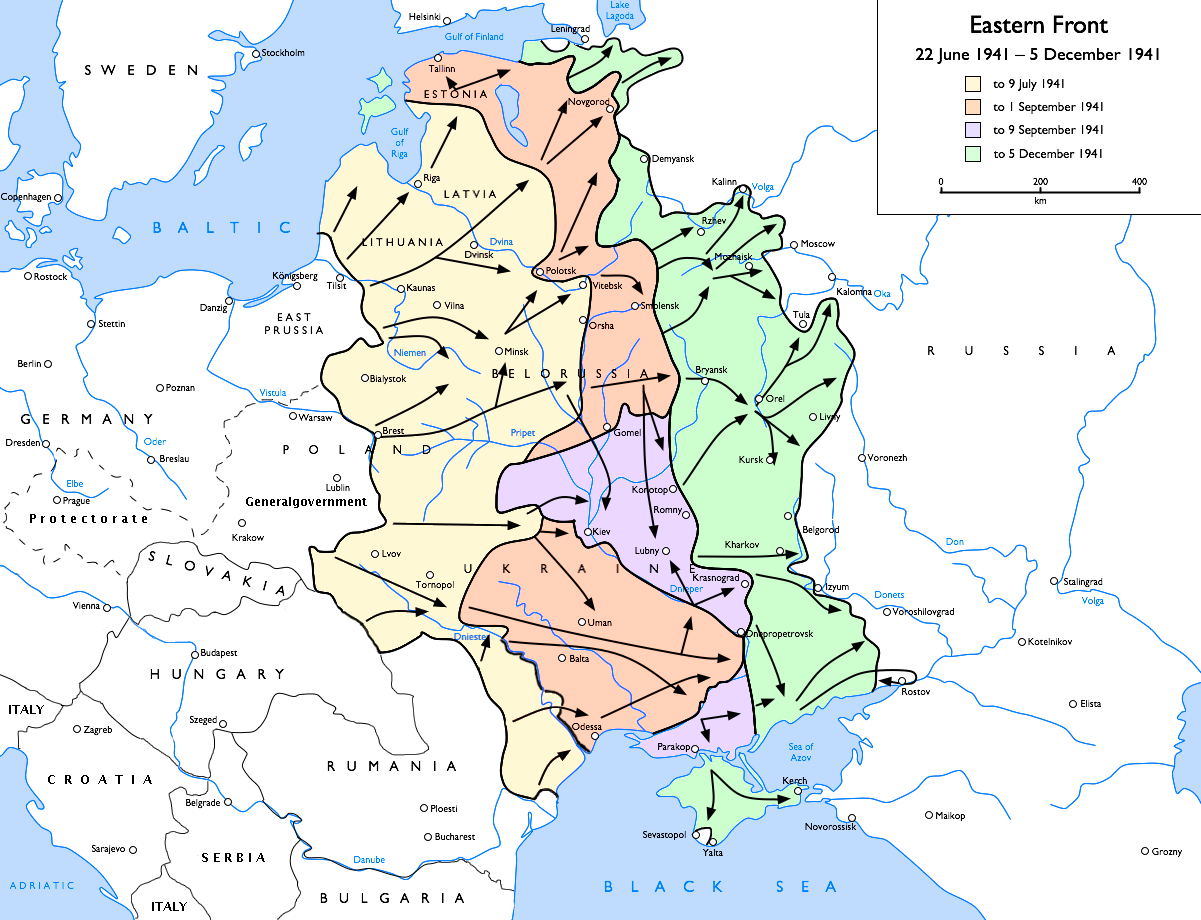
Andamento generale delle operazioni sul fronte orientale tra il giugno e il dicembre 1941

Von Schobert morì il 12 settembre presso Nikolaev quando il suo aereo da trasporto Fieseler Fi 156 atterrò in un campo minato sovietico. Il comando della 11ª Armata passò quindi al generale Erich von Manstein, reduce dal fronte di Leningrado: muovendo dalla testa di ponte di Berislav, il XXX Corpo d'armata e il XLIX Corpo da montagna tedeschi (rispettivamente al comando dei generali Hans von Salmuth e Rudolf Konrad) avevano respinto le forze sovietiche davanti a sé attraverso la steppa del Nogaj fino a una linea poco a ovest di Melitopol', mentre il LIV Corpo d'armata del generale Erik Hansen puntava alla volta di Perekop; il fronte da tenere era troppo esteso per l'11ª Armata, così von Manstein fece entrare in linea la 3ª Armata romena di Dumitrescu davanti a Melitopol', a nord delle posizioni del XXX Corpo d'armata in quello che era ritenuto un settore tranquillo del fronte, mentre il XLIX Corpo da montagna di Konrad veniva ritirato dal fronte principale e dirottato in supporto di Hansen. L'attacco contro le difese sovietiche di Perekop ebbe inizio il 24 settembre, e i tedeschi riuscirono infine ad aprire una breccia il 26 settembre seguente.

## La battaglia

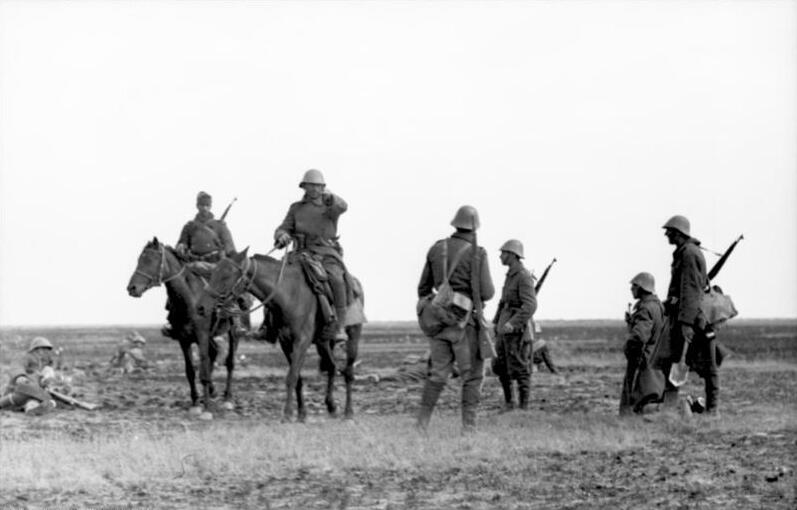
Fanteria e cavalleria romena sul fronte orientale

Mentre l'attenzione di von Manstein era assorbita dalla conquista della Crimea, le forze sovietiche davanti a Melitopol' andavano riorganizzandosi: dopo il ferimento di Tjulenev ai primi di settembre, il comando del Fronte Meridionale passò al generale Dmitry Ryabyshev, che vide nella mossa dei tedeschi verso Perekop una buona occasione per prendere sul fianco l'11ª Armata con un improvviso contrattacco delle sue forze. Dopo aver ammassato la 9ª Armata generale Yakov Cherevichenko a sud davanti alle posizioni del XXX Corpo tedesco e la 18ª Armata del generale Andrei Smirnov a nord di fronte ai romeni di Dumitrescu, per un totale di dodici divisioni di fanteria e quattro brigate corazzate, Ryabyshev fece scattare la sua offensiva la mattina del 26 settembre 1941.
L'attacco iniziale della 18ª Armata di Smirnov investì con decisione il fianco sinistro della 3ª Armata di Dumitrescu, composta da alcune delle unità migliori dell'esercito romeno: il Corpo d'armata da montagna (con tre brigate da montagna del corpo scelto dei vânători de munte) e il Corpo d'armata di cavalleria (con tre brigate di cavalleria semi-motorizzate); ben supportati da artiglieria, mezzi corazzati e aerei, dopo duri scontri i sovietici aprirono una breccia di circa 16 chilometri nel fronte tra la 2ª e la 4ª Brigata da montagna romene, facendovi penetrare due brigate corazzate. Più a sud, l'attacco della 9ª Armata di Cherevichenko investì il punto di giunzione tra la 3ª Armata romena e il XXX Corpo tedesco, ributtando indietro la 170ª Divisione di fanteria tedesca e l'8ª Brigata di cavalleria romena; i sovietici guadagnarono terreno, ma oltre che dalla resistenza dei reparti dell'Asse l'attacco fu ostacolato da una cattiva coordinazione tra le unità e da obiettivi iniziali troppo limitati, e andò progressivamente rallentando.

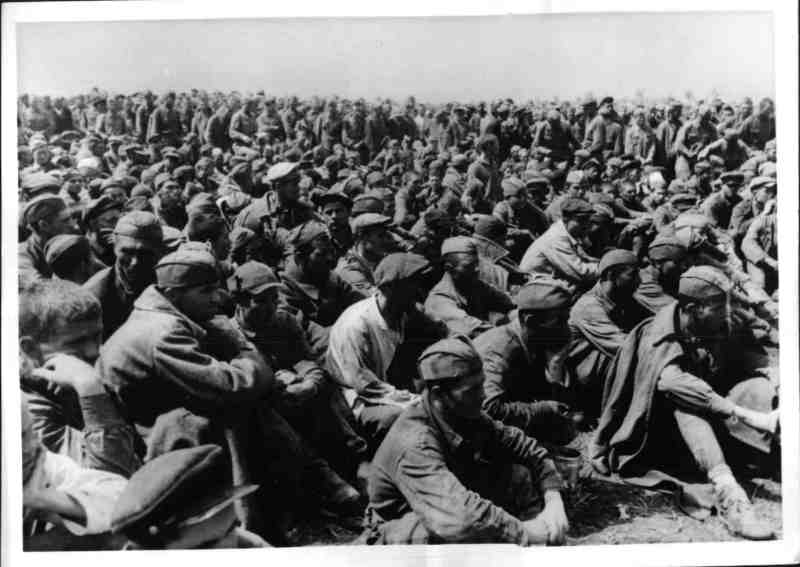
Soldati sovietici presi prigionieri dalle truppe dell'Asse

Von Manstein corse ai ripari e il 27 settembre ordinò al XLIX Corpo da montagna di Konrad di invertire la marcia e di tornare sul fronte da cui era stato ritirato alcuni giorni prima: la 1ª Divisione da montagna tedesca fu inviata a sostegno dei romeni, venendo poi raggiunta dalla Divisione motorizzata "Leibstandarte SS Adolf Hitler" (LSSAH) e riuscendo infine ad arrestare la spinta dei sovietici per la fine di settembre; il 3 ottobre l'ultimo attacco dei sovietici fu infine respinto dai reparti tedesco-romeni. La mossa di Ryabyshev finì con l'offrire a von Rundstedt una preziosa occasione per realizzare un accerchiamento: con la battaglia di Kiev in via di esaurimento, il 1. Panzergruppe del generale Paul Ludwig Ewald von Kleist attestato sul Dnepr fu messo in allerta per colpire i sovietici da nord, al fine di schiacciarli contro la costa del Mar d'Azov.
Von Kleist si mosse il 1º ottobre: il III Corpo panzer del generale Eberhard von Mackensen si mise in marcia verso sud dalla testa di ponte che aveva stabilito oltre il Dnepr vicino Zaporižžja, mentre il XIV Corpo panzer del generale Gustav Anton von Wietersheim si mosse più sulla destra uscendo dal saliente di Petrikowka creato pochi giorni prima dal Corpo di spedizione italiano in Russia. Forzato il corso dei fiumi Oryol e Samara, i panzer tedeschi si abbatterono sul fianco scoperto della 18ª Armata sovietica penetrando a fondo nelle retrovie del Fronte Meridionale di Ryabyshev: il III Corpo di von Mackensen puntò sulla città di Berdjans'k sulla costa, mentre il XIV Corpo procedeva più a est con la 3ª Divisione celere "Principe Amedeo Duca d'Aosta" italiana a protezione del suo fianco orientale. Pressate anche sul fronte dai contrattacchi dell'11ª Armata tedesca, i sovietici iniziarono una disordinata ritirata a partire dal 3 ottobre, ma troppo tardi: il 5 ottobre il III Corpo panzer prese Melitopol' mentre la LSSAH, dopo aver sfondato in due il fronte della 9ª Armata sovietica, si ricongiunse il 7 ottobre con il XIV Corpo panzer, chiudendo i resti delle forze sovietiche in due sacche a nord e a sud di Melitopol' che furono rapidamente eliminate.

## Esito e conseguenze
Al termine della battaglia i tedeschi presero 106 000 prigionieri, oltre a mettere fuori uso 212 carri armati e 766 cannoni sovietici; sia la 9ª che la 18ª Armata (il cui comandante Smirnov rimase ucciso negli scontri) uscirono praticamente distrutte, allontanando la minaccia dal fianco dell'11ª Armata di von Manstein che poté quindi concentrarsi sulla conquista della Crimea.